# (73109) 2002 GD37
(73109) 2002 GD37 – planetoida z pasa głównego asteroid okrążająca Słońce w ciągu 3,67 lat w średniej odległości 2,38 j.a. Odkryta 2 kwietnia 2002 roku.